# Bund religiöser Sozialisten
Le Bund religiöser Sozialisten Deutschlands ("Ligue des socialistes religieux d'Allemagne") était une association pacifiste de la République de Weimar fondée en 1926 par Karl Aners, aspirant à une réconciliation entre socialisme et christianisme.